# Mestre
Mestre är en stadsdel i municipalità Mestre-Carpenedo i Venedigs kommun i nordöstra Italien på fastlandet. I takt med att Venedigs befolkning minskat, har Mestre blivit allt större, och gick omkring år 1960 om huvudorten. 2017 bodde cirka 120 000 personer i Mestre mot 53 000 i Venedig. Mestre var en kommun fram till 1926 när den gick samman med Venedig. Mestre och Marghera är förbundet med Venedig via bil- och järnvägsbron Ponte Della Libertà. De båda stadsdelarna har stora centralstationer som tillhör Italiens mest trafikerade. 
Mestre/Venedig har även en stor industrihamn, och ett industriområde på 1447 hektar produktiv industrimark, Porto Marghera på södra sidan om bron. Sedan början av 1900-talet är Porto Marghera en av de största hamnarna i norra Adriatiska havet. 